# Triplectides koghiensis
Triplectides koghiensis là một loài Trichoptera trong họ Leptoceridae. Chúng phân bố ở miền Australasia.